# Евменов, Александр Дмитриевич
Александр Дмитриевич Евменов (род. 14 марта 1954, Кемерово) ― российский экономист, кинематографист и педагог. Доктор экономических наук, профессор. Ректор Санкт-Петербургского государственного института кино и телевидения с 2011 по 2021 год. Заслуженный деятель науки Российской Федерации (2003).

## Биография

### Научно-педагогическая деятельность
Родился в Кемерове 14 марта 1954 года. В 1976 году окончил экономический факультет Кузбасского политехнического института. В 1980 году окончил аспирантуру Ленинградского инженерно-экономического института и защитил диссертацию на соискание учёной степени кандидата экономических наук.
Педагогическую деятельность начал в 1981 году в Санкт-Петербургском государственном университете кино и телевидения (до 1992 года — Ленинградском институте киноинженеров). 1981—1987 — ассистент, доцент кафедры экономики. В 1988—1990 гг. — проректор по заочному обучению. В 1990—1999 гг. — проректор по учебной работе. С 1994 года — профессор. С 1990 года и по июль 2022 года заведующий кафедрой управления экономическими и социальными процессами в кино- и телеиндустрии. В 1997 году защитил докторскую диссертацию «Организация и регулирование развития систем телевидения». в 2005—2010 гг. — директор Санкт-Петербургского института экономики и управления. С декабря 2010 года исполнял обязанности ректора, а в 2011 году был избран и в 2016 году переизбран на должность ректора Санкт-Петербургского государственного института кино и телевидения. 
В ноябре 2021 года Министерство культуры РФ не продлило с ним трудовой договор в качестве ректора и он перешел на должность заведующего кафедрой в этом же институте. В июле 2022 года Евменов А.Д. ввиду  несогласия с политикой, проводимой вновь назначенной и.о. ректора, уволился из института по собственному желанию. 
С июля 2022 года работает в Санкт-Петербургском государственном университете промышленных технологий и дизайна директором Центра креативных индустрий. 

## Признание
- Орден Почёта (16 июня 2010 года) — за заслуги в развитии отечественной культуры и искусства, многолетнюю плодотворную деятельность[1].
- Орден Дружбы (19 ноября 1997 года) — за заслуги перед государством, большой вклад в укрепление дружбы и сотрудничества между народами, многолетнюю плодотворную деятельность в области культуры и искусства[2].
- Медаль «В память 300-летия Санкт-Петербурга» (2003).
- Заслуженный деятель науки Российской Федерации (26 апреля 2003 года) — за заслуги в научной деятельности[3].
- Золотая медаль и диплом Европейской научно-промышленной палаты за выдающиеся заслуги в области образования, науки и культуры (Брюссель, 2016).
- Знак отличия «За заслуги перед Санкт-Петербургом» (2014).
- Почётная грамота Министерства культуры Российской Федерации за большой вклад в развитие культуры, многолетнюю плодотворную работу (2014).
- Знак «Почётный кинематографист России» (1994).
- Серебряная медаль «За труды во славу Святой церкви» (2014).
- Медаль «МПА СНГ. 25 лет» (12 апреля 2018 года, Межпарламентская ассамблея СНГ) — за заслуги в деле развития и укрепления парламентаризма, за вклад в развитие и совершенствование правовых основ функционирования Содружества Независимых Государств , укрепление международных связей и межпарламентского сотрудничества[4]
- Награждён другими наградами.
- Трижды Лауреат премий Правительства Санкт-Петербурга: за выдающиеся достижения в области высшего и среднего профессионального образования (2014); за выдающиеся достижения в научной деятельности (2018), за выдающиеся заслуги в области киноискусства (2021).
- Получил специальный приз «За вклад в развитие профессионального образования в области телевидения» - диплом победителя телевизионного конкурса ТЭФИ-2015 (2015 г.), приз дирекции XXIII Всероссийского государственного кинофестиваля «Виват кино России!» (Санкт-Петербург, 2015 г.) и другие.
- Опубликовал более 240 научных и учебно-методических работ, в том числе, 18 монографий.
- Создал научную школу «Управление развитием социально-культурной сферы», которая функционирует с 1996 г. и внесена в реестр ведущих научных и научно-педагогических школ Санкт-Петербурга.
- В качестве научного руководителя подготовил более 70 кандидатов и докторов экономических наук.
- Председатель диссертационного совета Д 210.021.02 при Санкт-Петербургском государственном университета кино и телевидения (1996 - 2017 гг).а также заместитель председателя диссертационного совета Д 002.079.01 при Институте проблем региональной экономики Российской Академии Наук ( с 2007 г. по настоящее время).
- Академик Академии кинематографических наук «Ника», действительный член Российской академии естественных наук и ряда других академий.  Член Союза кинематографистов России (с 2002 г.), член Правления Союза кинематографистов Санкт-Петербурга (с 2011 г.).
- В апреле 2017 г. избран членом Общественной палаты Санкт-Петербурга.
- Генеральный продюсер полнометражных художественных фильмов  «Один день лета» (2019 г.), «Шум» (2021 г).
- Президент ежегодного Международного фестиваля студенческих фильмов «ПитерКиТ» (2010 - 2021 гг).